# William M. Evarts
William Maxwell Evarts (født 6. februar 1818 i Boston, Massachusetts, død 28. februar 1901 i New York) var en amerikansk republikansk politiker.
Han var tilhænger af whig-partiet inden han blev republikaner. I 1860 ledede han delegationen fra delstaten New York til republikanernes partimøde.
Han var USA's justitsminister 1868-1869. Som USA's udenrigsminister gjorde han tjeneste i 1877-1881 under præsident Rutherford B. Hayes. Evarts var medlem af USA's senat 1885-1891.
| Efterfulgte: Henry Stanberry | USA's justitsminister 1868–1869  | Efterfulgtes af: Ebenezer R. Hoar |
| Efterfulgte: Hamilton Fish   | USA's udenrigsminister 1877–1881 | Efterfulgtes af: James G. Blaine  |